# Henryk IX Starszy
Henryk IX Starszy (głogowski) (ur. między 1387 a 1392, zm. 11 listopada 1467 w Krośnie Odrzańskim) – książę głogowsko-żagański, w wyniku podziału w 1412/1413 razem z młodszymi braćmi książę na Szprotawie, Krośnie Odrzańskim, Świebodzinie i połowie Głogowa, od 1417/1418 w wyniku podziału wraz z bratem Henrykiem X książę na Szprotawie i połowie Głogowa, od 1420 dodatkowo na Kożuchowie i Zielonej Górze z bratem Henrykiem X, po śmierci Henryka X w 1423 samodzielnie, od 1430/1431 ponownie w Krośnie Odrzańskim i Świebodzinie, od 1446 w Lubinie.
Dokładnej daty urodzenia nie można ustalić z powodu braku wzmianek pisanych o tym fakcie. Był synem Henryka VIII Wróbla i Katarzyny opolskiej. Po śmierci Henryka VIII księżna przebywała z dziećmi w Kożuchowie stanowiącym wraz z pobliską Zieloną Górą jej oprawę wdowią. W latach 1397–1401 oficjalną opiekę nad Henrykiem i księstwem głogowskim i młodocianymi Henrykowicami objął książę legnicki Ruprecht I. Było to zadanie trudne, ponieważ Henryk VIII pozostawił po sobie duże długi, a dochody księstwa nie wystarczały na ich pokrycie. Ruprecht stopniowo porozumiał się z największymi wierzycielami i rozpoczął spłatę w ratach. Szczególną pomoc okazały miasta księstwa głogowskiego: Głogów, Krosno Odrzańskie i Szprotawa. Ruprecht pozostawił im dochody z ceł i kar sądowniczych – w zamian za to miasta poręczyły zobowiązania.
Po osiągnięciu pełnoletniości przez najstarszego z synów Henryka VIII Jana I i wkrótce potem Henryka IX książęta początkowo rządzili w odziedziczonym po ojcu księstwie wspólnie. W 1403 bracia do posiadanych dzierżaw dodali księstwo żagańskie po swym stryju Henryku VI Surowym. W 1413 w wyniku nowego podziału Henryk IX wraz z Henrykiem X Rumpoldem i Wacławem krośnieńskim objął we władanie księstwo głogowskie (konkretnie była do połowa miasta Głogowa, Świebodzin, Krosno Odrzańskie i Szprotawa).
Nowy podział księstwa nastąpił około 1418, kiedy Henryk IX i Henryk X wydzielili dla najmłodszego Wacława krośnieńskiego księstwo krośnieńskie składające się ze Świebodzina, Krosna Odrzańskiego i Bytnicy (tereny te wróciły pod panowanie Henryka w 1430 lub 1431 po śmierci Wacława). Obaj starsi bracia władali księstwem wspólnie, choć rzeczywistym władcą księstwa głogowskiego pozostawał Henryk IX. Jego brat (Henryk X) pozostawał na służbie króla czeskiego, węgierskiego i niemieckiego Zygmunta Luksemburskiego, pod którego rozkazami walczył z husytami i posłował do Danii (planował poślubić krewną króla duńskiego Eryka Pomorskiego jednak do małżeństwa nie doszło, ponieważ Henryk X zmarł w 1423 w trakcie negocjacji). Od śmierci brata Henryk IX rządził w księstwie samodzielnie. Wcześniej bo już w 1420 po śmierci matki do księstwa została dołączone Kożuchów i Zielona Góra. Nieliczenie się w przypadku odziedziczonych terenów ze stanowiskiem starszego brata Jana I żagańskiego doprowadziło do krótkotrwałej wojny pomiędzy synami Henryka VIII. Konflikt zakończył się pełnym sukcesem Henryka IX i zatrzymaniem spornych terenów (spór rozstrzygnął ostatecznie władca Saksonii Rudolf III pozostawiając ziemie obydwu książąt w stanie nienaruszonym).
Według ówczesnych kronik Henryk IX był człowiekiem łagodnym, o spokojnym usposobieniu. W młodości proponowano mu biskupstwo wrocławskie, którego jednak nie przyjął. Czasy, w których przyszło sprawować mu rządy były niespokojne – był to okres wojen husyckich, które objęły swoim zasięgiem Śląsk i księstwo głogowskie.
W 1416 książę głogowski został rozjemcą w sporze pomiędzy potomkami księcia cieszyńskiego Przemysława I Noszaka. Nie dane było jednak Henrykowi cieszyć się w pokoju ze sprawowanej władzy, gdyż suweren Zygmunt Luksemburski oczekiwał od książąt śląskich daleko idącej pomocy w walce o tron czeski, który miał objąć po swoim bracie Wacławie IV Luksemburskim. W 1420 odbył się we Wrocławiu wielki zjazd książąt śląskich, na którym nie zabrakło księcia głogowskiego. Książęta złożyli hołd królowi Zygmuntowi. W 1423 Henryk IX wraz ze starszym bratem Janem I, oraz innymi książętami śląskimi wziął udział w zjeździe w Preszburgu, gdzie debatowano, wraz z zakonem krzyżackim i miastami łużyckimi, nad projektem rozbioru Polski. Miał to być swoisty nacisk na politykę Władysława Jagiełły by ten zrezygnował z popierania husyckich powstańców.
Współpraca z Luksemburgami umożliwiła książęta głogowskim wysunięcie pretensji do spadku po swoim dziadku macierzystym Władysławie Opolczyku względem księstwa opolskiego, jednak zmienność koniunktury politycznej i podporządkowanie się Bernarda niemodlińskiego i Bolka IV opolskiego polityce cesarza ostatecznie spowodowało uchylenie 16 września 1435 niezwykle korzystnego wyroku sądu polubownego z Pragi z 2 lipca 1417 (który obligował książąt opolskich do zwrotu dziedzictwa).
Począwszy od 1425 husyci zaczęli organizować odwetowe wyprawy na Śląsk. Reakcja śląskich władców była różna, niektórzy przechodzili na stronę husytów (Bolko V Husyta), inni próbowali walczyć, co też uczynił Henryk IX. Najazd husytów na księstwo głogowskie spowodował duże zniszczenia. Książę głogowski szukał pomocy u króla polskiego Władysława Jagiełły. W zamian za obronę przed husytami obiecał poddać swoje księstwo, ale te starania nie przyniosły większych rezultatów. W 1431, w trakcie kolejnego najazdu husyckiego udało się Henrykowi IX zadać klęskę najeźdźcom i odeprzeć ich. W 1433 wraz z oddziałami polskimi i husyckimi (po układzie w Kaliszu) wziął udział w wojnie przeciw zakonowi krzyżackiemu.
Podczas kolejnej wojny o koronę czeską w latach 1438–1439 Henryk IX wsparł Albrechta Habsburga, który 3 grudnia 1438 we Wrocławiu uznał się lennikiem. Na początku roku następnego udało mu się rozbić u przepraw przez Odrę wielkopolskie pospolite ruszenie, mimo znacznie mniejszych sił.
Reputacja Henryka IX na Śląsku była duża – na przykład w 1444 został mediatorem w konflikcie między książętami oleśnickimi.
19 kwietnia 1458 przystąpił do związku książąt i miast śląskich skierowanego przeciw Jerzemu z Podiebradów. Wobec jednak ogólnego uznania nowego władcy ostatecznie rok później złożył mu hołd w Świdnicy w roku następnym. Krok ten przydał się już wkrótce w związku z przywróceniem przez Jerzego 26 października 1463 dekretu Wacława IV z 1417 w sprawie księstwa opolskiego. Wobec jednak oporu Mikołaja I Henryk IX zdecydował się ostatecznie na kompromis, zgadzając się 29 kwietnia 1464 na rezygnację z pretensji w zamian za 14 000 złotych węgierskich
W okresie jego panowania doszło w Głogowie do doniosłego wydarzenia – 17 maja 1462 w Głogowie spotkali się Kazimierz Jagiellończyk z Jerzym z Podiebradów. Na mocy zawartego tam porozumienia syn Kazimierza Jagiellończyka miał objąć tron po śmierci Jerzego. Na tym spotkaniu zapadły także kwestie dotyczące sporów między Polską a księstwem głogowskim: miały one zostać załatwione na zjeździe delegatów stron zainteresowanych w Babimoście i Paradyżu.
Wobec znalezienia się króla pod klątwą papieską z 23 grudnia Henryk IX opowiedział się, mimo owocnej współpracy z Jerzym z Podiebradu, za kandydaturą Jagiellonów na tron czeski.
Pod koniec panowania Henryk wdał się w wojnę ze swoim bratankiem Janem, w celu przywrócenia księstwa żagańskiego jego bratu Baltazarowi.
Do dzisiejszych czasów zachowało się niewiele informacji na temat działalności księcia głogowskiego. Jest to kilka przywilejów dla Głogowa, zarządzeń sądowniczych itp. Podobnie jak ojciec miał ciągłe kłopoty finansowe.
Jego żoną była Jadwiga (zmarła w czerwcu między 1447 a 1453), córka księcia oleśnickiego Konrada III Starego, z którą miał sześcioro dzieci (trzech synów – Zygmunta, Henryka i nieznanego z imienia zmarłego jeszcze za życia Henryka IX – oraz trzy córki: Annę żonę Jana z Rozemberka, Jadwigę i Katarzynę). Dwie młodsze córki nie wyszły nigdy za mąż.
Henryk IX został pochowany prawdopodobnie w kościele pw. Matki Boskiej  Gromnicznej w kaplicy Mansjonarzy w Kożuchowie. W testamencie napisanym w 1447 zapisał księstwo swoim synom. W zapisie testamentowym wyraził wolę, aby księstwo nie było podzielone przez 20 lat. Jego spadkobiercom nie było wolno zasięgać opinii obcych doradców. Miało to zapewnić całość księstwa. Wobec jednak wcześniejszego zgonu dwóch synów nie było takiego niebezpieczeństwa a księstwo głogowskie objął jego jedyny pozostały przy życiu syn Henryk XI, który był ostatnim księciem głogowskim z linii Piastów głogowskich-żagańskich.